# Segre
De Segre (Spaans en Catalaans: Segre, Frans: Sègre) is een zijrivier van de Ebro.
De Segre was in de oudheid bij de Grieken en Romeinen bekend als de Sicoris. De rivier ontspringt op de Pic del Segre in de Franse Pyreneeën. Deze berg bevindt zich in de comarca Alta Cerdanya in de oude Spaanse provincie Roussillon, in het huidige Franse departement Pyrénées-Orientales.
Vanuit de Pic del Segre loopt de rivier westwaarts door de streek Cerdanya. Bij Puigcerdà komt de Segre Spanje binnen en bij La Seu d'Urgell voegt de Valira uit Andorra zich bij de Segre. Van hieruit loopt de rivier naar het zuidwesten verder door Catalonië. Bij Oliana ligt een stuwdam: het Oliana-stuwmeer (Spaans: embalse de Oliana). Bij Camarasa stroomt de Noguera Pallaresa in de Segre. Daarna stroomt de rivier door Balaguer en bij Vilanova de la Barca stroomt de Noguera Ribagorçana in de Segre. De rivier loopt verder zuidwestelijk door Lleida en ongeveer 25 km verder mondt de Cinca in de Segre uit; deze is met een lengte van 170 km de langste zijrivier van de Segre. Bij Mequinenza ten slotte mondt de Segre in de Ebro uit.
In 2006 werd een kei uit de Segre verwerkt in het ereteken van de Premi d'Honor de les Lletres Catalanes die aan Josep Termes i Ardèvol werd toegekend.